# Nikita Nekrasov
Nikita Alexandrovich Nekrasov (em russo:  Ники́та Алекса́ндрович Некра́сов; 10 de abril de 1973) é um físico matemático russo, professor da Academia de Ciências da Rússia.
Foi palestrante convidado do Congresso Internacional de Matemáticos em Pequim (2002: Seiberg-Witten prepotential from instanton counting).